# Israel en los Juegos Paralímpicos de Sídney 2000
Israel estuvo representado en los Juegos Paralímpicos de Sídney 2000 por un total de 33 deportistas, 31 hombres y dos mujeres.

## Medallistas
El equipo paralímpico israelí obtuvo las siguientes medallas:
| Nombre              | Deporte       | Evento                                    |
| ------------------- | ------------- | ----------------------------------------- |
| Oro                 |               |                                           |
| Keren Or Leybovitch | Natación      | 50 m libre S8 femenino                    |
| Keren Or Leybovitch | Natación      | 100 m libre S8 femenino                   |
| Keren Or Leybovitch | Natación      | 100 m espalda S8 femenino                 |
| Plata               |               |                                           |
| Zeev Glikman        | Tenis de mesa | Individual 7 masculino                    |
| Doron Shaziri       | Tiro          | Rifle libre en posición tendida SH1 mixto |
| Bronce              |               |                                           |
| Yogev Kenzi         | Atletismo     | Salto de longitud F46 masculino           |